# Živinice Donje
Živinice Donje su naseljeno mjesto u sastavu općine Živinice, Federacija Bosne i Hercegovine, BiH.

## Povijest
Do 1955. su se zvale Živinice Hrvatske, a onda su promijenile ime u Donje Živinice.
1981. su Donje Živinice pripojene naselju Živinicama (nekad Živinice Tvornica).
1985. je nastalo novo naselje Živinice Donjespajanjem naselja Barica i dijela izdvojenog iz naselja Živinica Grada (naselje Živinice su 1985. promijenile ime u Živinice Grad).

## Stanovništvo
Na popisu stanovništva 1879. u Živinicama' je bilo 323 rimokatolika od 323 stanovnika.
| Živinice Donje     |                |                |                |
| godina popisa      | 1991.          | 1981.          | 1971.          |
| Muslimani          | 1.637 (53,32%) | 1.249 (50,10%) | 1.046 (49,13%) |
| Hrvati             | 950 (30,94%)   | 1.059 (42,47%) | 1.031 (48,42%) |
| Srbi               | 131 (4,26%)    | 44 (1,76%)     | 46 (2,16%)     |
| Jugoslaveni        | 236 (7,68%)    | 129 (5,17%)    | 3 (0,14%)      |
| ostali i nepoznato | 116 (3,77%)    | 12 (0,48%)     | 3 (0,14%)      |
| ukupno             | 3.070          | 2.493          | 2.129          |